# Октябрське (Совєтський район, Курська область)
Октябрське (рос. Октябрьское) — село в Совєтському районі Курської області Російської Федерації.
Населення становить 147 осіб. Входить до складу муніципального утворення Краснодолинська сільрада.

## Історія
Населений пункт розташований на території українського етнічного та культурного краю Східна Слобожанщина.
Від 2004 року входить до складу муніципального утворення Краснодолинська сільрада.

## Населення
| 2002 | 2010 |
| ---- | ---- |
| 197  | ↘147 |